# Gussnaht

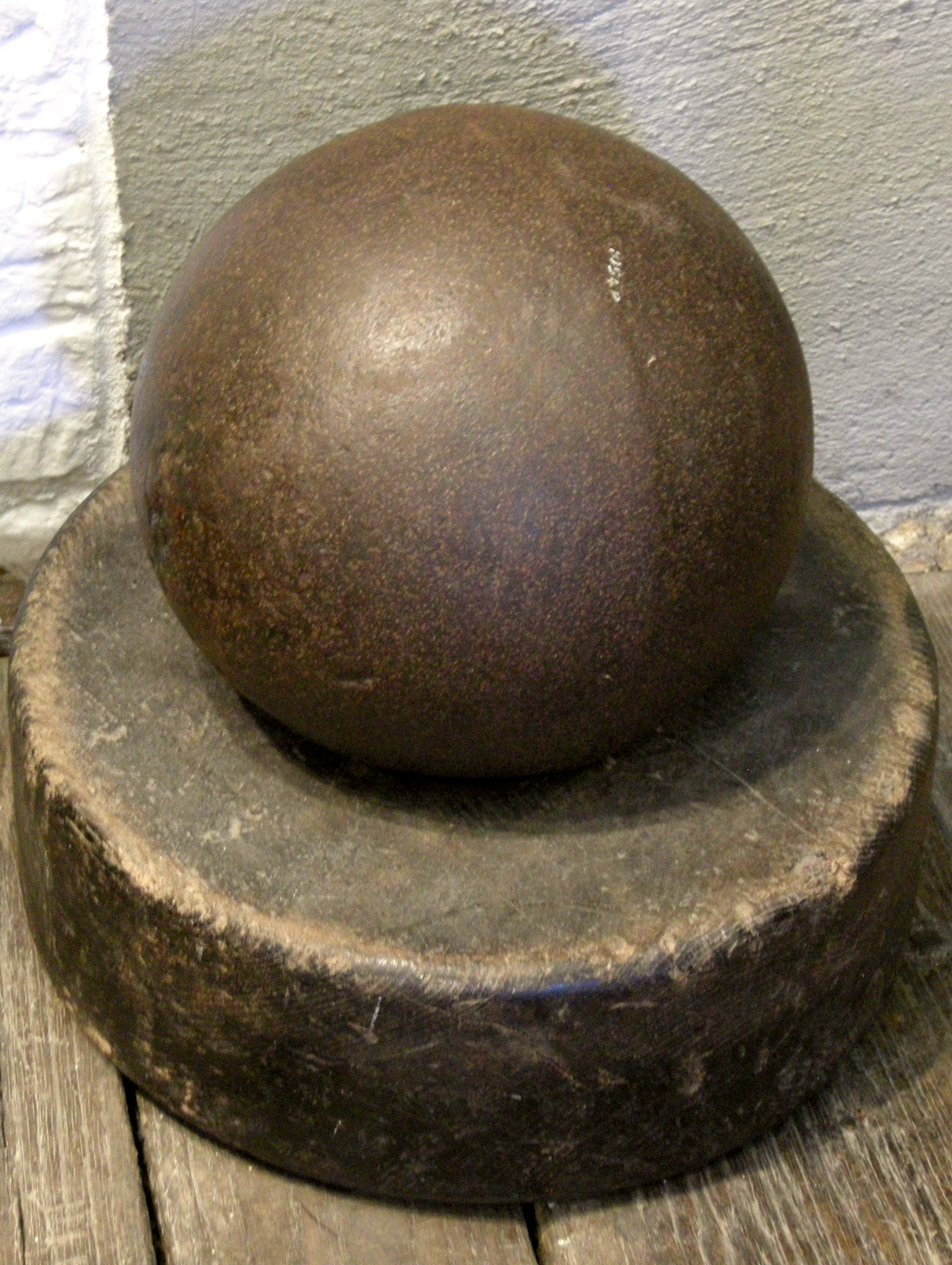
Kanonenkugel mit sichtbar Gussnaht

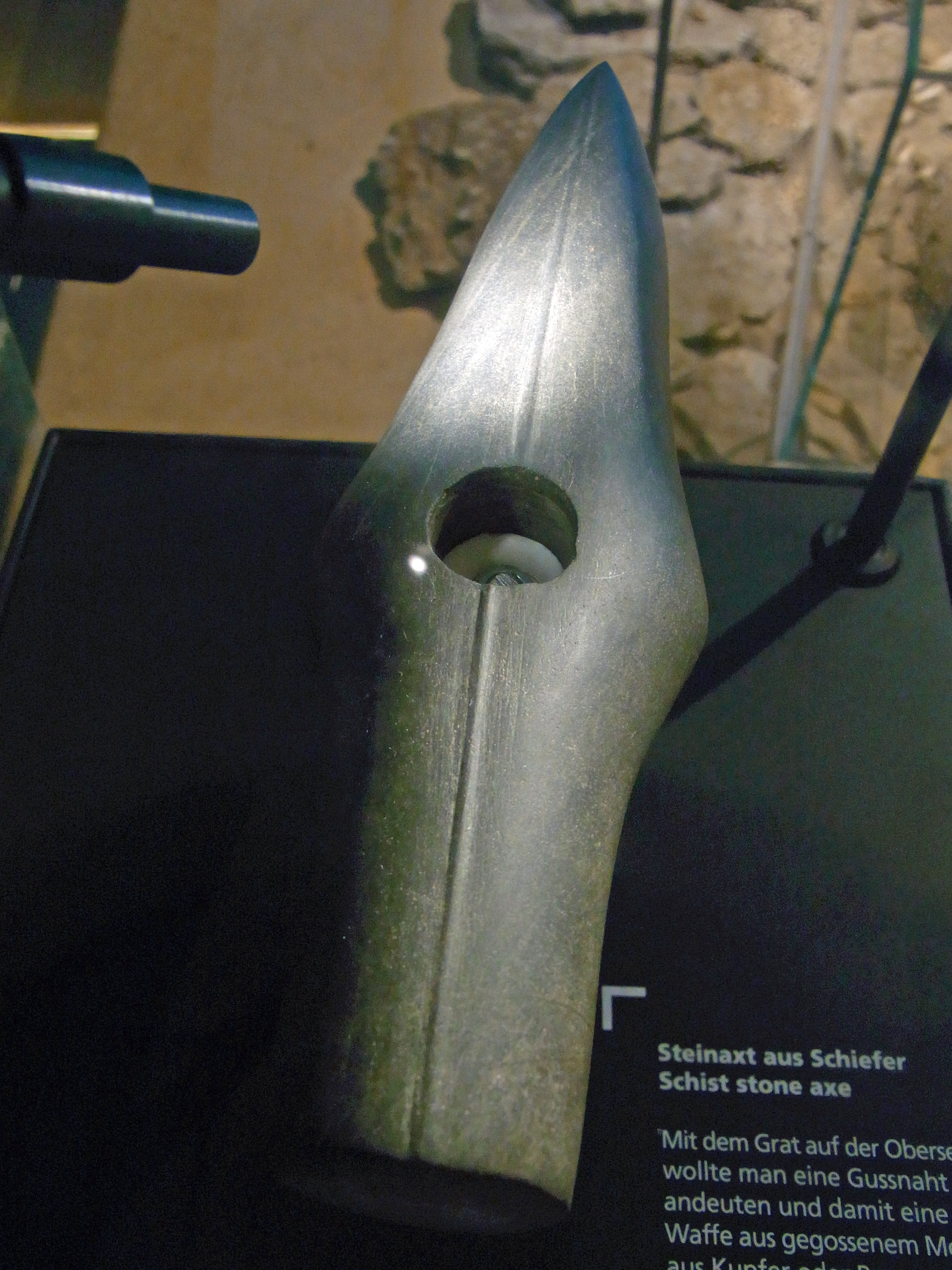
Unechte Gussnaht bei einer Steinaxt

Eine Gussnaht oder Gussgrat ist eine linienartige Erhöhung auf dem Gussstück, entstanden beim Formguss durch das Eindringen des Gussmaterials in die Fugen der Gussform. Die Gussnähte werden in der Regel in Nacharbeit entfernt. Beim Kunstguss lässt man sie manchmal stehen, um die genaue Wiedergabe der Form erkennen zu können.
In der Steinzeit wurden in Mitteleuropa Steinäxte mit einer Gussnaht als Verzierung gefertigt. Dieses sollte die damals sehr wertvollen Äxte aus gegossenem Kupfer imitieren.